# Falling for You – Ein Kuchen für zwei
Falling for You – Ein Kuchen für zwei (Originaltitel: Falling for You) ist eine US-amerikanische Liebeskomödie von Peter DeLuise aus dem Jahr 2018. Die Hauptrollen sind mit Taylor Cole als Lacey und Tyler Hynes als Zac besetzt. Der Film basiert auf dem Roman Baking for Keeps von Jessica Gilmore.

## Handlung
Lacey arbeitet als Moderatorin beim lokalen Radiosender ihrer Heimatstadt. Um ihren Job zu behalten und den lokalen Sender vor dem Aus zu retten, organisiert sie einen Backwettbewerb, bei dem vier Junggesellen der Stadt gegeneinander antreten. Zur gleichen Zeit kommt Zac Malone, ein Softwareingenieur, in die Kleinstadt, da er das neue Verwaltungsprogramm entwickelt hat und nun dessen Testphase betreut. Er erhält eine Zimmer im Hathaway Guesthouse, welches Laceys Tante Patty gehört. Drei Wochen vor dem Wettbewerb sagt einer der Junggesellen seine Teilnahme ab und Lacey muss sich neben einem neuen Teilnehmer auch um die Organisation des Veranstaltungsortes sowie der Dekoration kümmern. Da sie jedoch etwas chaotisch ist, unterschätzt sie die Kosten für das Event, worauf Zac sie aufmerksam macht.
Zac und Lacey treffen eine Vereinbarung: Zac wird der vierte Teilnehmer des „Junggesellen-Bake-Offs“, wofür Lacey ihn in die Grundlagen des Backens einweist. Im Gegenzug hilft Zac ihr bei der Planung des Budgets für das Event. Zac merkt, wie viel Lacey der Job als Radiomoderatorin und die Kleinstadt bedeutet, als sie während ihrer Sendung die Zuhörerschaft zur Hilfe bei der Apfelernte von Pete aufruft, da sich dieser den Arm verstaucht hat.
Obwohl Lacey anfangs noch etwas sauer auf Zac ist, da das Geld der Stadt in die Finanzierung von Zacs Software gesteckt wurde, wodurch der lokale Radiosender in finanzielle Schwierigkeiten geriet, kommen sich Lacey und Zac mit der Zeit näher. Zac tätigt schließlich in Unwissenheit von Lacey einen Anruf bei einem großen Radiosender aus Boston, welcher der Grund war, warum Lacey sich einst für den Beruf der Radiomoderatorin entschieden hat. Das Team dieses Bostoner Radiosenders erscheint daraufhin in der Kleinstadt und lädt Lacey zu einem Casting ein. Nach dem erfolgreichen Casting bekommt Lacey einen Job bei dem Radiosender in Boston angeboten, sie ist sich jedoch noch unsicher, ob sie das Angebot annehmen soll, da sie sich sehr eng mit ihrer Heimat verbunden fühlt.
Zac erhält einen Anruf von seiner Managerin, die ihm mitteilt, dass ein wichtiges Meeting vorverlegt wurde, weshalb er spontan die Kleinstadt verlassen und seine Teilnahme am Bake-Off absagen muss. Als Lacey dies erfährt, ist sie enttäuscht darüber, hat sich aber Gedanken über eine Alternative gemacht. 
Am Abend des Bake-Offs springt Lacey spontan für Zac ein. Da sie nun nicht die Moderation übernehmen kann, vertraut sie diese Aufgabe ihrem Praktikanten Ty an, welcher bereits sein Moderationstalent in Form eines unveröffentlichten Podcasts unter Beweis gestellt hat. Als die höchstbietenden Junggesellen verkündet werden, fällt in Zusammenhang mit Lacey Zacs Name, der daraufhin in der Menschenmenge erscheint. Lacey ist froh, dass Zac zurückgekehrt ist. Sie teilt ihm mit, dass sie das Jobangebot aus Boston annehmen wird, solange die beiden zusammen sein können. Daraufhin küssen sie sich.

## Produktion

### Dreharbeiten
Die Dreharbeiten fanden vom 5. Juli bis zum 25. Juli 2018 in Squamish und Maple Ridge statt.

### Synchronisation
Die deutschsprachige Synchronisation entstand nach einem Dialogbuch und unter der Dialogregie von Stephanie Damare im Auftrag der Hermes Synchron.
| Rolle          | Darsteller                | Synchronsprecher  |
| -------------- | ------------------------- | ----------------- |
| Ben Harten     | Chris Shields             | Martin May        |
| Beth Herman    | Brandi Alexander          | Sonja Spuhl       |
| Dana Davis     | Christine Chatelain       | Jasmin Arnoldt    |
| Debbie         | Catherine Lough Haggquist | Denise Kanty      |
| Emma           | Bethany Brown             | Peggy Pollow      |
| Lacey Hathaway | Taylor Cole               | Nora Jokhosha     |
| Lucas Buckman  | Matt Visser               | Sebastian Fitzner |
| Max Buckman    | Madison Ryne Smith        | Roman Wolko       |
| Patty Hathaway | Lini Evans                | Andrea Aust       |
| Pete Toews     | Alvin Sanders             | Sven Brieger      |
| Sam            | Michael Coen Chase        | Armin Schlagwein  |
| Sandra         | Alison Wandzura           | Isabelle Schmidt  |
| Ty             | Agape Mngomezulu          | Oscar Räuker      |
| Zac Malone     | Tyler Hynes               | Marcel Collé      |

## Kritiken
Der Film erhielt überwiegend ausgeglichene bis positive Kritiken und erzielte bei IMDb eine durchschnittliche Bewertung von 6,6 der möglichen 10 Punkte. Das Lexikon des internationalen Films urteilt: „Umständlicher, dadurch aber nicht weniger vorhersehbarer Liebesfilm mit bekanntem Plot und wenig Willen zu Originalität. Sympathische, unverbrauchte Darsteller und attraktive Herbstszenerien sind noch das Beste an dem durchschnittlichen Fernsehprodukt.“
Bei den Leo Awards 2019 wurde der Film in den Kategorien Best Supporting Performance by a Male in a Television Movie für Agape Mngomezulu als auch Best Musical Score in a Television Movie für Matthew Rogers nominiert.